# NGC 713
NGC 713 je galaksija u zviježđu Kit.

## Vanjske poveznice
- SEDS: NGC 713